# Lista străzilor centrului istoric din București
Lista străzilor centrului istoric din București include străzile cuprinse (în întregime sau parțial) în perimetrul legiferat prin Ordonanța nr. 77/2001 a Guvernului României privind reabilitarea și revitalizarea Centrului istoric București.
Centrul istoric este delimitat la nord de bulevardele Regina Elisabeta și Carol I, la est de bulevardul Hristo Botev, la sud de bulevardul Corneliu Coposu, strada Halelor și Splaiul Independenței și la vest de Calea Victoriei. Bulevardul Ion C. Brătianu traversează centrul istoric de la nord la sud, împărțind această zonă în două părți aproximativ egale. Tot în acest perimetru se află și partea de început a Căii Moșilor. Pe lângă cele 48 de străzi, în centrul istoric sunt și trei intrări, trei pasaje și cinci piețe sau piațete.
| Denumirea                            | Monumentele situate pe arteră | lungime              | de la                                                  | până la                        |
| ------------------------------------ | --- | -------------------- | ------------------------------------------------------ | ------------------------------ |
| Bulevardul Carol I                   | Palatul Ministerului Agriculturii | 280 m (din 1 000 m)  | Bulevardul Ion C. Brătianu                             | Bulevardul Hristo Botev        |
| Bulevardul Corneliu Coposu           | | 530 m (din 730 m)    | Bulevardul Ion C. Brătianu                             | Bulevardul Hristo Botev        |
| Bulevardul Hristo Botev              | Blocul Societatea „Astra Română”; Blocul „Gold” | 620 m                | Bulevardul Carol I                                     | Bulevardul Corneliu Coposu     |
| Bulevardul Ion C. Brătianu           | Biserica Colțea; Spitalul Colțea; Palatul Suțu; Statuia spătarului Mihail Cantacuzino | 750 m                | Piața Universității                                    | Piața Unirii                   |
| Bulevardul Regina Elisabeta          | Banca Comercială Română - fostul Palat al Societății de Asigurări "Generala" | 330 m (din 1 120 m)  | Piața Universității                                    | Calea Victoriei                |
| Calea Moșilor                        | Biserica „Sf. Gheorghe Vechi”; Magazinul „Vulturul de Mare” | 480 m (din 2 660 m)  | Strada Bărăției                                        | Bulevardul Hristo Botev        |
| Calea Victoriei                      | Palatul „Agricola - Fonciera”; Muzeul Național de Istorie a României; Statuia împăratului Traian din București; Biserica Zlătari; Palatul Dacia; Banca de Comerț Exterior                                                                                  | 560 m (din 2700 m)   | Splaiul Independenței                                  | Bulevardul Regina Elisabeta    |
| Splaiul Independenței                | Palatul Societății „Adriatica” | 320 m (din 10 000 m) | Strada Șelari                                          | Calea Victoriei                |
| Intrarea Biserica Răsvan             | Ansamblul Bisericii Răsvan | 65 m                 | Calea Moșilor                                          | Strada Cavafii Vechi           |
| Intrarea Blănari                     | | 50 m                 | Strada Blănari                                         | capăt                          |
| Intrarea Șelari Nicolae              | | 60 m                 | Strada Lipscani                                        | Strada Blănari                 |
| Pasajul Francez                      | Ansamblul de arhitectură „Pasajul Francez” | 65 m                 | Strada Covaci                                          | Strada Gabroveni               |
| Pasajul Macca                        | Pasajul Macca-Villacrosse | 90 m                 | Calea Victoriei                                        | Strada Eugeniu Carada          |
| Pasajul Villacrosse                  | Pasajul Macca-Villacrosse | 50 m                 | Calea Victoriei                                        | Strada Eugeniu Carada          |
| Strada Academiei                     | | 135 m (din 615 m)    | Strada Doamnei                                         | Bulevardul Regina Elisabeta    |
| Strada Baia de Fier                  | Ansamblul de arhitectură „Str. Baia de Fier nr. 1-7” | 100 m                | Strada Bărăției                                        | Strada Sfânta Vineri           |
| Strada Bazaca                        | | 65 m                 | Strada Franceză                                        | Strada Halelor                 |
| Strada Băcani                        | Ansamblul de arhitectură „Str. Băcani” | 80 m                 | Strada Blănari                                         | Strada Lipscani                |
| Strada Bălcești                      | | 110 m                | Bulevardul Corneliu Coposu                             | Strada Stelea Spătarul         |
| Strada Băniei                        | Ansamblul de arhitectură „Str. Băniei” | 150 m                | Bulevardul Ion C. Brătianu                             | Strada Cavafii Vechi           |
| Strada Bărăției                      | Biserica Bărăția | 200 m                | Bulevardul Ion C. Brătianu                             | Bulevardul Corneliu Coposu     |
| Strada Blănari                       | Biserica Sfântul Nicolae Șelari; Imobil „Clubul Arhitecților” | 250 m                | Bulevardul Ion C. Brătianu                             | Strada Doamnei                 |
| Strada Calomfirescu Radu             | Ansamblul de arhitectură „Str. Radu Calomfirescu nr. 9-15; 10-16”; Casa „cu geamuri bombate” N. Paulescu | 230 m                | Calea Moșilor                                          | Bulevardul Hristo Botev        |
| Strada Cavafii Vechi                 | | 230 m                | Strada Colței                                          | Calea Moșilor                  |
| Strada Căldărari                     | | 65 m                 | Strada Halelor                                         | Strada Franceză                |
| Strada Colței                        | Locuință cu prăvalie, fațadă 1848; Fostul magazin „Star & Cohn” | 310 m                | Bulevardul Ion C. Brătianu                             | Bulevardul Hristo Botev        |
| Strada Covaci                        | Cafeneaua veche; Ansamblul de arhitectură „Str. Covaci” | 210 m                | Strada Șelari                                          | Strada Șepcari                 |
| Strada Doamnei                       | Biserica Doamnei; Așezămintele Nifon; Banca Marmorosch - Blank; Banca Națională a României (corp nou); Cinema Doina (Terra) - fațada principală; Universitatea „Spiru Haret”, - fostă clădirea Creditul Funciar Urban; Biserica Bulgară Sf. Ilie Proorocul | 410 m                | Calea Victoriei                                        | Bulevardul Ion C. Brătianu     |
| Strada Dimitrie Bolintineanu         | | 60 m (din 100 m)     | Strada Slănic                                          | Bulevardul Hristo Botev        |
| Strada Elias Jacques                 | Ansamblul de arhitectură „Str. Jacques Elias” | 70 m                 | Strada Lipscani                                        | Strada Sfânta Vineri           |
| Strada Eugeniu Carada                | Banca de Comerț Exterior; Monumentul lui Eugeniu Carada din București | 150 m                | Strada Lipscani                                        | Strada Doamnei                 |
| Strada Florescu Ion Emanoil, general | | 165 m                | Strada Colței                                          | Calea Moșilor                  |
| Strada Franceză                      | Ansamblul de arhitectură „Strada Franceză”; Hanul Manuc; Curtea Veche; Biserica Curtea Veche | 525 m                | Calea Victoriei                                        | Strada Sfântul Anton           |
| Strada Gabroveni                     | Ansamblul de arhitectură „Str. Gabroveni”; Hanul Gabroveni | 220 m                | Strada Șelari                                          | Bulevardul Ion C. Brătianu     |
| Strada Halelor                       | Ansamblul de arhitectură „Str. Halelor” | 250 m                | Strada Șelari                                          | Piața Unirii                   |
| Strada Hanul cu Tei                  | Ansamblul de arhitectură "Str. Hanul cu Tei" | 75 m                 | Strada Lipscani                                        | Strada Blănari                 |
| Strada Ion C. Filiti                 | | 100 m                | Calea Victoriei                                        | Strada Nicolae Tonitza         |
| Strada Ion Ghica                     | Palatul Bursei; Biserica „Sf. Nicolae“ - Rusă; Fosta Bancă franco-română | 215 m                | Bulevardul Ion C. Brătianu                             | Strada Doamnei                 |
| Strada Ion Nistor                    | | 80 m                 | Strada Ion Ghica                                       | Piața Universității            |
| Strada Ivo Andric                    | | 80 m                 | Bulevardul Hristo Botev                                | Strada Dimitrie Bolintineanu   |
| Strada Lipscani                      | Ansamblul de arhitectură „Strada Lipscani”; Banca Națională a României (corp vechi) | 670 m (din 970 m)    | Calea Victoriei                                        | Calea Moșilor                  |
| Strada Nicolae Mavrogheni            | | 115 m                | Bulevardul Ion C. Brătianu                             | Strada Sarmizegetusa           |
| Strada Nicolae Tonitza               | | 200 m                | Strada Sfântul Dumitru                                 | Splaiul Independenței          |
| Strada Patriei                       | Hotel Patria - Elias | 170 m                | Bulevardul Corneliu Coposu                             | Strada Bărăției                |
| Strada Pătrașcu Vodă                 | Ansamblul de arhitectură „Str. Pătrașcu Vodă” | 160 m                | Bulevardul Ion C. Brătianu                             | Strada Cavafii Vechi           |
| Strada Poștei                        | | 140 m                | Strada Franceză                                        | Strada Stavropoleos            |
| Strada Robescu F. Constantin         | | 100 m (din 300 m)    | Strada Calomfirescu Radu                               | Bulevardul Hristo Botev        |
| Strada Sarmizegetusa                 | | 75 m                 | Strada Băniei                                          | Strada Colței                  |
| Strada Scaune                        | Biserica „Adormirea Maicii Domnului” - Scaune | 95 m                 | Strada Slănic                                          | Bulevardul Hristo Botev        |
| Strada Sfânta Vineri                 | Templul Coral; Clădirea Electrecord | 300 m                | Bulevardul Ion C. Brătianu                             | Bulevardul Corneliu Coposu     |
| Strada Sfântul Anton                 | | 135 m                | Strada Franceză                                        | Strada Șepcari                 |
| Strada Sfântul Dumitru               | | 100 m                | Strada Smârdan                                         | Strada Poștei                  |
| Strada Slănic                        | | 250 m                | Strada Colței                                          | Bulevardul Carol I             |
| Strada Smârdan                       | Fosta Bancă Agricolă; Biblioteca Finanțe Credit; Hotel Concordia | 370 m                | Strada Doamnei                                         | Strada Șelari                  |
| Strada Soarelui                      | Ansamblul de arhitectură „Str. Soarelui”; Curtea Veche-Baia turcească | 60 m                 | Strada Covaci                                          | capăt                          |
| Strada Stavropoleos                  | Biserica Stavropoleos; Caru' cu bere; Banca Societății de asigurări - „Dacia - România” | 200 m                | Calea Victoriei                                        | Strada Smârdan                 |
| Strada Stelea Spătarul               | Ansamblul de arhitectură „Str. Stelea Spătarul” | 230 m                | Strada Sfânta Vineri                                   | Strada Calomfirescu Radu       |
| Strada Șelari                        | | 260 m                | Strada Lipscani                                        | Splaiul Independenței          |
| Strada Șelimbăr                      | | 80 m                 | Strada Colței                                          | Strada Băniei                  |
| Strada Șepcari                       | | 130 m                | Bulevardul Ion C. Brătianu                             | Strada Franceză                |
| Strada Toma Caragiu                  | | 70 m                 | Strada Ion Ghica                                       | Piața Universității            |
| Strada Zarafi                        | | 45 m                 | Strada Lipscani                                        | Strada Gabroveni               |
| Piața Roma                           | Statuia Lupoaicei din București |                      | Strada Lipscani                                        | Bulevardul Ion C. Brătianu     |
| Piața Timpului                       | Gongul Thaliei din Piața Timpului |                      | Strada Bărăției                                        | Bulevardul Ion C. Brătianu     |
| Piața Sfântul Anton                  | |                      | Strada Sfântul Anton                                   | Strada Șepcari                 |
| Piața Sfântul Gheorghe               | Biserica „Sf. Gheorghe Nou”; Statuia lui Constantin Brâncoveanu; Kilometrul zero (București) |                      | Bulevardul Ion C. Brătianu; Strada Cavafii Vechi       | Strada Lipscani; Strada Băniei |
| Piața Universității                  | Statuia lui Ion Heliade-Rădulescu; Statuia lui Mihai Viteazul; Statuia lui Gheorghe Lazăr; Statuia lui Spiru Haret |                      | Bulevardul Ion C. Brătianu Bulevardul Regina Elisabeta | Strada Academiei               |